# Vereinigung der Fernleitungsnetzbetreiber Gas
Die Vereinigung der Fernleitungsnetzbetreiber Gas e. V.  (FNB Gas) ist ein deutscher Branchenverband, in dem sich die Fernleitungsnetzbetreiber für Gas in Deutschland zusammengeschlossen haben. Die Geschäftsstelle von FNB Gas befindet sich in Berlin.
FNB Gas hat sich Ende 2012 vor dem Hintergrund der zunehmend notwendigen Zusammenarbeit der Fernleitungsnetzbetreiber gegründet.

## Mitglieder
FNB Gas hat 12 Mitglieder:
| Name                                        | Unternehmenssitz    |
| ------------------------------------------- | ------------------- |
| bayernets GmbH                              | München             |
| Fluxys TENP GmbH                            | Düsseldorf          |
| Ferngas Netzgesellschaft mbH                | Schwaig b. Nürnberg |
| Gascade Gastransport GmbH                   | Kassel              |
| Gastransport Nord GmbH                      | Oldenburg           |
| Gasunie Deutschland Transport Services GmbH | Hannover            |
| GRTgaz Deutschland GmbH                     | Berlin              |
| Nowega GmbH                                 | Münster             |
| Ontras Gastransport GmbH                    | Leipzig             |
| Open Grid Europe GmbH                       | Essen               |
| Terranets BW GmbH                           | Stuttgart           |
| Thyssengas GmbH                             | Dortmund            |

## Aufgaben
FNB Gas übernimmt in Abstimmung mit der Bundesnetzagentur die im EnWG festgelegten Publikations- und Konsultationspflichten der Fernleitungsnetzbetreiber (FNB) Gas. Die Pflichten der FNB sind im Energiewirtschaftsgesetz (EnWG) §15a festgelegt.
Ein inhaltlicher Schwerpunkt der Vereinigung ist die Netzentwicklungsplanung für Gas und Wasserstoff auf der Transportebene. So koordiniert der FNB Gas die gemeinsame Fach- und Öffentlichkeitsarbeit der FNB im Zusammenhang mit dem Netzentwicklungsplan (NEP) für das deutsche Fernleitungsnetz Gas, der in jedem geraden Jahr veröffentlicht und den Regulierungsbehörden vorgelegt wird. Darin werden alle bedarfsgerechten Maßnahmen für die nächsten zehn Jahre festgelegt, die für einen sicheren und zuverlässigen Betrieb des Fernleitungsnetzes Gas erforderlich sind. In jedem ungeraden Kalenderjahr legen die FNB Gas einen Umsetzungsbericht vor. Im Vorlauf zum NEP entwickeln die deutschen Fernleitungsnetzbetreiber den Szenariorahmen, der Prognosen zu Gasaufkommen und Bedarfen unter Einbeziehung von Investitionsvorhaben in die Netzinfrastruktur beinhaltet.
FNB Gas koordiniert und bündelt auch über den Netzentwicklungsplan hinaus, den fachlichen Austausch der Fernleitungsnetzbetreiber und ist Ansprechpartner für Medien, Politik, Wirtschaft, Wissenschaft und Öffentlichkeit für alle Fragen der Transportinfrastruktur und seiner Weiterentwicklung im Rahmen der Energiewende.
Die Mitgliedsunternehmen von FNB Gas betreiben für den überregionalen und grenzüberschreitenden Gastransport ein insgesamt knapp 40.000 Kilometer langes Fernleitungsnetz. Es schafft Verbindungen zu angeschlossenen Transportsystemen in den Nachbarländern, industriellen Großabnehmern, Kraftwerken und Speichern. Nachgelagerte Betreiber von fein verästelten Netzen, wie Stadtwerke, übernehmen das Gas und verteilen es weiter bis hin zum Endverbraucher.
Die Mitgliedsunternehmen des FNB Gas unterstützen zusammen mit weiteren Leitungsbetreibern aller Sparten das bundesweite digitale Informationssystem zur Leitungsrecherche (BIL) zur Zentralisierung der Leitungsauskunft in Deutschland.